# Stanisław Szostecki
Stanisław Szostecki (ur. 15 stycznia 1968 w Sokołowie Małopolskim, zm. 3 listopada 2021 we Fryburgu Bryzgowijskim) – polski zapaśnik olimpijczyk z Barcelony 1992.

## Życiorys
Zawodnik walczący w stylu wolnym. Reprezentował Stal Rzeszów.
Uczestnik mistrzostw świata w 1991 roku w Warnie, w których reprezentował Polskę w wadze piórkowej zajmując 13. miejsce.
Srebrny medalista mistrzostw Europy w 1991 roku. Uczestnik mistrzostw Europy w: Ankarze (1989), gdzie zajął 6. miejsce, Poznaniu (1990) – 6. miejsce oraz Kopenhadze (1992) – 4. miejsce.
Na Igrzyskach w roku 1992 w Barcelonie wystartował w wadze papierowej odpadając w eliminacjach.